# Corinne Atlas
Pour les articles homonymes, voir Atlas.
Corinne Atlas est une romancière, dramaturge, scénariste et metteuse en scène, née à Paris, en 1952.

## Biographie
Corinne Atlas naît en 1952[réf. nécessaire] à Paris[réf. nécessaire].
En 1972, elle cofonde  La Compagnie de la Grande Cuillère avec Michel Boujenah et Paul Allio.
Elle participe également aux « Téléfériques », un atelier d'écriture pour les adolescents fondé en 1980 par Madeleine Laïk.
Elle écrit des pièces de théâtre, des scénarios de films ou téléfilms, et des romans. Elle participe à la création de nombreux spectacles de Michel Boujenah dont Albert en 1980,.
À la télévision, elle crée et écrit un grand nombre d'épisodes de Salut les Homards,.
Elle coécrit plusieurs épisodes de La Famille Formidable pour TF1, puis des téléfilms dont Papa veut pas que je t'épouse pour Canal+ et FR3, Petit pour Antenne 2, les deux réalisés par Patrick Volson.
Elle coécrit avec Daniel Goldenberg Le Triporteur de Belleville pour Antenne 2réalisé par Stéphane Kurc, prix du téléfilm historique au Festival de Luchon.
Elle écrit Les Inséparables, trois téléfilms pour FR3. réalisés par Élisabeth Rappeneau puis Le temps de la désobéissance, réalisé par Patrick Volson, Prix du meilleur scénario et du meilleur téléfilm au Festival du film international de télévision de Luchon puis La République des enfants réalisé par Jacques Fansten pour FR3.
Pour le cinéma, elle coécrit L'Homme de ma vie réalisé par Stéphane Kurc, ainsi que Chica, Coucher de soleil sur le 9/3, Véra, Cuba si, Cuba no réalisé par Caroline Chomienne.

## Publications
- Les Sœurs Ribelli, Paris, Éditions Fayard, en 2012. Éditions Pocket en 2013. Finaliste du prix des maisons de la Presse[10].
- Les Filles chéries, Paris, Éditions du Seuil, coll. en 2015. Éditions Pocket en 2018[11],[12].
- Les riverains, Éditions Hérodios[13].